# Wola Duża (Biłgoraj)
Pour les articles homonymes, voir Wola Duża.
Wola Duża (prononciation : [ˈvɔla ˈduʐa]) est un village polonais de la gmina de Biłgoraj dans le powiat de Biłgoraj de la voïvodie de Lublin dans l'est de la Pologne.
Il se situe à environ 4 kilomètres au nord-est de Biłgoraj (siège du powiat) et 78 kilomètres au sud de Lublin (capitale de la voïvodie).
Le village comptait approximativement une population de 106 habitants en 2008.

## Histoire
De 1975 à 1998, le village est attaché administrativement à la voïvodie de Zamość.

Depuis 1999, il fait partie de la voïvodie de Lublin.